# 島村英二
島村 英二（しまむら えいじ、1950年9月13日 - ）は、日本のドラマー。スタジオ・ミュージシャン。富山県高岡市出身。

## 人物
1973年、日本コロムビアより、「まがじん」でデビュー。1974年頃、ギタリスト・吉川忠英とともに「ホームメイド」を結成。NOBU CAINE第1期から解散までいたオリジナルメンバーだった。
その後、泉谷しげるのバックバンド「ラストショウ」を経て、スタジオ・ミュージシャンとして、吉田拓郎、中島みゆき、松任谷由実、山下達郎などの著名ミュージシャンのバックメンバーとしてレコーディングやコンサートに参加している。演奏技術においては、かなりの腕前を誇る。
阪神・淡路大震災の復興チャリティユニットとして声優の神谷明の呼びかけで結成されたWITH YOUに、協力ミュージシャンとして参加した。1997年に発売されたチャリティCDにも参加。
2006年の2月にBSで放送した『BS永遠の音楽大全集』や『吉田拓郎 & かぐや姫 Concert in つま恋 2006』のバックでドラムを担当した。ちなみに使用しているドラムセットはYAMAHA。

## レコーディングに参加したアーティスト

### あ行
- ASKA
- THE ALFEE
- 五十嵐浩晃
- 泉谷しげる
- 伊勢正三
- 井上陽水
- 岩崎宏美
- うしろ髪ひかれ隊
- 大江千里
- 岡田有希子
- 岡林信康
- 大貫妙子
- 石川優子

### か行
- 門あさ美
- 鹿取洋子
- 川村ゆうこ
- KAN
- 来生たかお
- 木之内みどり
- 郷ひろみ

### さ行
- さだまさし（バックバンド「さだ工務店」のメンバー[2])
- 佐野元春
- 沢田聖子
- 杉真理
- 杉山清貴
- 鈴木さえ子
- 鈴木康博

### た行
- 竹内まりや
- 橘いずみ
- 田原俊彦
- CHAGE and ASKA
- CHA-CHA
- チューリップ
- 寺岡呼人

### な行
- 中島みゆき
- 長渕剛
- 中村雅俊
- 中森明菜

### は行
- 浜田省吾
- 原田真二
- 原由子
- 福永恵規
- 古家学
- 福山雅治
- 堀江由衣
- 本田美奈子.

### ま行
- 松田聖子
- 松任谷由実
- 松山千春
- ミドリカワ書房
- 南こうせつ
- 武藤彩未

### や行
- 八神純子
- 山口百恵
- 山下達郎
- やしきたかじん
- 吉田拓郎

### わ行
- 渡辺満里奈
- 渡辺美里

## 参加作品
- オムニバス 『エーゲ海』
- 大瀧詠一・佐野元春・杉真理 『NIAGARA TRIANGLE Vol.2』
- 岡林信康『ラブソングス』－　「ラストショウ」として
- 鈴木慶一とムーンライダース 『火の玉ボーイ』
- 『さだ工務店』[2]